# Гребінка (локомотивне депо)
Локомоти́вне депо́ «Гребінка» Півде́нної залізни́ці (ТЧ-12) — структурний підрозділ служби локомотивного господарства об'єднання «Південна залізниця». Розташоване в місті Гребінка Полтавської області, на території станції Гребінка.

## Історія
Гребінка — залізничне містечко, основним підприємством якого є локомотивне депо. Його історія почалася ще до Жовтневого перевороту, коли на станції Гребінка діяв оборотний пункт з приписним парком паровозів.
Після Першої світової війни, під час перших п'ятирічок невеличке депо виконувало промивочний ремонт паровозам серії СО та маневрових поїздів Ов, які обслуговували дільницю Ромодан-Яготин (завдовжки 120 км).
У 1938 році, внаслідок закриття Лубенського депо, колектив поповнився новими працівниками.
Після Жовтневого перевороту в СРСР постійно відбувався потужний розвиток промисловості, що призвело до зростання обсягів перевезень. Згодом Гребінка стала важливим залізничним вузлом, і наказом від 15 травня 1939 року Народного комісаріату шляхів сполучень було засноване локомотивне депо Гребінка Південної залізниці. Плечі обслуговування Гребінка — Дарниця, Гребінка — Ромодан обслуговувалися паровозами серії СО пізніше були замінені на серію ФД. Річний обсяг перевезень становив 5674 млн т/км брутто. В депо виконувався середній ремонт та промивочний ремонт поровозам серії ФД.
Триввлий час паровоз СО № 17—52 був у занедбаному стані. Партійна організація депо вирішила направити сюди машиніста Івана Іващенка. Він зумів згуртувати паровозну бригаду і вселити людям віру в успіх. Минув певний час — і локомотив був у строю. Все на ньому було відшліфовано, всі вузли у відмінному стані. Разом з своїми товаришами машиніст Іващенко взяв зобов'язання довести пробіг локомотива між промивками до 6000 км. Слова свого паровозники з честю дотримали. Бригада довела пробіг паровоза до 10000 км.
В перші дні німецько-радянської війни деповське обладнання та паровози були евакуйовані на схід. Відразу після визволення Гребінки, восени 1943 року, прибули чотири паровозних колони та один ремонтний поїзд для забезпечення потреб фронту. Одночасно відновлювалося деповське господарство.
Остаточна відбудова депо відбулася у 1947 році.
З 1951 року, коли паровози серії «М» були замінені потужними локомотивами «ФД», колектив гребіннівського депо почав освоювати ремонт і експлуатацію нових машин, привчатися до умілого використання потужної техніки.
За почином залізничників Москви гребінчани у листопаді 1958 року включилися у змагання за комуністичну працю. Рух охопив усі підприємства вузла. В день відкриття XXI з'їзду КПРС комсомольсько-молодіжній бригаді, яку очолював старший машиніст В. Камірний, і бригаді слюсарів Г. Онопрієпка було присвоєно звання бригад комуністичної праці. Це була радісна подія в житті гребівківських залізничників.
Під час роботи XXI з'їзду КПРС колективу паровозного депо було вручено на вічне зберігання перехідний Червоний прапор Управління Південної магістралі та комітету профспілки залізничників. На мітингу, присвяченому цій події, машиніст-інструктор І. Г. Копилов сказав, що вручення прапора не тільки радує кожного а нас, а й зобов'язує працювати ще краще, продуктивніше. Колектив депо взяв підвищені соціалістичні зобов'язання і вирішив боротися за звання підприємства комуністичної праці.
У Гребінці важко знайти таку людину, яка б не знала В. Г. Камірного. В роки Другої світової війни він був командиром мінометної батареї, за мужність при форсуванні Дніпра нагороджений орденом Червоної Зірки. Працюючи після війни в паровозному депо Гребінки, він швидко оволодів професією машиніста. Його бригада з місяця в місяць перевиконувала виробничий план, багато разів виходила переможцем у соціалістичному змаганні. В. Г. Камірний охоче ділиться своїм досвідом. Г. Радзієвський, Д. Медведенко, В. Стеценко, М. Черниш та багато інших машиністів депо — вихованці Василя Камірного.
У післявоєнні роки впроваджувалися нові методи водіння великовагових поїздів. Широко розповсюджувався досвід найкращих машиністів Камірного В. І., Василєвського К. М" Слепцова І. Я., Улько Г. 0., Кочубея В. І.. За високі виробничі досягнення в 1959 році машиністу Камірному В. І. було присвоєнно звання Героя Соціалістичної праці.
У 1964 році, після реконструкції, депо переведено на тепловозну тягу з тепловозами ТЕ3, згодом ТЕ10, робота яких була налагодженна на кільці Дарниця — Гребінка — Лозова протяжністю 1026 км. З 1964 року в депо запроваджено крупноагрегатний метод ремонту тепловозів ТЕ3 і ТЕ10, простої яких на великому періодичному ремонті становили 1,8 діб, при нормі 14 діб з обсягом ремонту до 12 одиниць на місяць. В депо почалося широке впровадження наукової організації праці.
Наказом МШС від 15 лютого 1965 року № 6/Ц локомотивне депо Гребінка визнано опорним підприємством із наукової організації праці та мережі залізниць СРСР. В депо з'явився ще один Герой Соціалістичної праці слюсар Примак С. М. а також лауреати Державної премії СРСР Стародубцев Б. Ф., Мінін Л. М., Примак С. М. та Корж В. С..
У травні 1964 року в локомотивному депо відбулась Всесоюзна нарада тепловозників. В її роботі брали участь залізничники Далекого Сходу, Середньої Азії, Кавказу, України, Уралу та Білорусі.
У 1960—1980-х роках в депо Гребінка, крім ТЕ3 і 2ТЕ10Л, експлуатувались також тепловози серій ТЕ10 і ТЕП10. Так, тепловоз ТЕ10-006 зараз встановлений як пам'ятник у Лубнах, а ТЕП10-333 знаходиться в робочому стані на Новооржицькому цукровому заводі.
Поява на залізниці нових локомотивів різних серій і видів тяги зробило необхідним у свою чергу, спеціалізацію підприємства по виконанню необхідних видів ремонту.
У цьому питанні локомотивне депо Гребінка можна вважати флагманом. Трудовий колектив підприємства славився як зразковий ще в далекі радянські часи. Завдяки впровадженню нових потокових ліній і механізованих позицій, наукової організації роботи, в депо стало можливим освоєння великого агрегатного методу ремонту тепловозів серії ТЕ3, а в подальшому — серій 2ТЕ10Л і 2ТЕ116. Все це перетворило депо в основну на Південній залізниці базу ремонту в обсязі ПР-3 тепловозів цих серій.
У 1980 році приписний парк тепловозів ТЕ3 та ТЕ10Л було замінено на тепловози серії 2ТЕ116 з опануванням крупноагрегатного методу їх ремонту в обсязі ПР-2, ТР-3. Депо було та є основною ремонтною базою тепловозів цієї серії в обсязі ПР-3 на Південній залізниці.
На території депо, з нагоди  40-річчя Перемоги, встановлено пам'ятник — паровоз ФД20-2560 і пасажирський вагон. Паровоз випущений Луганським паровозобудівним заводом у 1939 році.
У грудні 1994 року, у зв'язку з електрифікацією дільниці Яготин — Гребінка, парк депо поповнюється електровозами змінного струму ВЛ80к та ВЛ80т, а після електрифікації дільниці Гребінка — Ромодан уся вантажна робота виконується лише електровозами. Тому згодом було виконано реконструкцію тракційних колій депо, виробничого цеху для виконання технічних обслуговувань Т0-2 та поточних ремонтів ПР-1 електровозів.
У найкоротші терміни спроектовані та впроваджені у виробництво пристрій для перевірки падіння напруги на силових діодах та для випробування і налагодження блока диференціальних реле БРД-356 електровозів ВЛ80, позиція для ремонту полозів струмоприймачів електровозів та електропоїздів, кантувач головного вимикача В0В-25-4М, позиція для обдування внутрішньо-кузовного обладнання електровозів, відкидні платформи для обслуговування лобових частин кузова електровозів.
У 1996 році, за наказом начальника залізниці, на базі оборотного депо Прилуки та основного депо був налагоджений капітальний ремонт дрезин серії ДГКУ, АГМУ, АГМС, АГВ, МПТ.
Натхнені рішеннями XXIII з'їзду КПРС, працівники Гребінки — наймолодшого міста на Полтавщині — віддають всі сили в ім'я побудови комуністичного суспільства. Над виконанням виробничих планів самовіддано трудяться колективи усіх підприємств міста. За високі виробничі показники, економію пального, впровадження на підприємстві наукової організації праці Указом Президії Верховної Ради СРСР від 29 липня 1966 року локомотивне депо нагороджено орденом Трудового Червоного Прапора. А в серпні цього ж року нагороджена орденами та медалями велика група залізничників вузла. Ордена Леніна удостоєні начальник локомотивного депо Б. М. Леонович, дорожній майстер дистанції колії С. П. Киричок, ордена Трудового Червоиого Прапора — секретар партійної організації локомотивного депо А. Р. Медвєдєв, черговий по станції А. І. Павловський, слюсар С. М. Примак, оглядач вагонів М. О. Савченко, електромеханік дистанції сигналізації і зв'язку П. П. Тарасенко. Багато працівників вузла нагороджено орденами «Знак—Пошани», медалями «За трудову доблесть» та «За трудову відзнаку».
У 1999 році реконструйовано тракційні колії депо та виробничий цех, що були збудовані ще у 1947 році, для виконання ТО-2 за поточних ремонтів Пр-1 електровозів. Цього ж року, враховуючи майже 30-річний досвід ремонту тепловозів 2ТЕ116, вказівкою Укрзалізниці депо було затверджено опорним підприємством по ремонту дизелів 5Д49 на мережі залізниць України.
У 2002–2003 роках до депо надійшли два електропоїзди — ЕР9М-506 і ЕР9М-507, які використовуються в приміському та місцевому сполученні. Як і раніше, під час переходу на тепловозну тягу, трудовий колектив депо приклав багато зусиль та успішно подолав завдання опанування особливостей експлуатації та ремонту електровозів і електропоїздів.
Крім електровозів і електропоїздів у депо традиційно використовуються тепловози 2ТЕ116, ЧМЕ3, ЧМЕ3т. В експлуатації знаходяться і дизель-поїзди ДР1А, які належать локомотивному депо Полтава та обслуговують приміські ділянки Гребінки, на яких немає електричної тяги.
У 2004 році було затверджено Програму підготовки персоналу й виробництва депо до виконання поточного ремонту ПР-3 дизелів Д80, В стислий термін було спроектовано та виготовлено технологічне обладнання та оснащення, що сприяло успішному ремонту першого тепловоза, обладнаного дизелями Д80, вже у лютому 2005 року. На даний час локомотивне депо Гребінка має потужну виробничу базу й досвідчений та кваліфікований персонал, який здатний вирішувати будь-які проблеми сьогодення та майбутнього.
У листопаді 2005 року до депо надійшов новий електропоїзд — ЕПЛ9Т-013, який побудований холдинговою компанією «Луганськтепловоз» у 2005 році і складається з восьми вагонів, у кожному причіпному вагоні — по три тамбура, в головних — по два.
15 липня 2008 року до локомотивного депо надійшов ще один електропоїзд нового покоління ЕПЛ9Т-015 виробництва холдингової компанії «Луганськтепловоз», який Південна придбала по лізингу.
У 2009–2010 роках локомотивне депо «Гребінка» переживає глибоку кризу, яка лише частково зумовлена світовою фінансовою кризою, а більшою мірою ця криза спричинена відсутністю грамотної та послідовної політики, як державного так і керуючого регулювання галузі. Великій кількості працівників ремонтного складу загрожує безробіття, в той час коли керуючий апарат стрімко зростає. Тільки завдяки правильним скоординованим діям вільної профспілки, робітничому класу локомотивного депо, вдалося зберегти свої робочі місця.

## Види ремонту
ТЧ-12 виконує всі види ремонту крім капітального тепловозам 2ТЕ116,2ТЕ10У, 2ТЕ10М, ЧМЕ3, ТЕМ1, ТЕМ2, ТЕ2, ТЕП10, ТГМ6, ТЕП150, ТЕМ7а, ТЕМ15 електровозам ВЛ80к, ВЛ80т;
- Експлуатує та ремонтує електровози змінного струму серії ВЛ80к, ВЛ80т, а також виконує технічне обслуговування ТО-3 і поточні ремонти ПР-1 маневрових тепловозів серії ЧМЕ3;
- обслуговує тягові плечі у вантажному та пасажирському русі;
- зміцнення гребенів колісних пар електровозів та тепловозів без викочування з-під локомотива;
- ремонтна база основного локомотивного депо Гребінка, що складається з цехів ПР-1, ПР-2, ПР-3, ТО-2, ТО-3, тепловозного та електровозного цехів;
- в експлуатації існує позиція мийки й обдування локомотивів та електропоїздів;
- технічне обслуговування (ТО-2, ТО-3) і поточний ремонт (ПР-1, ПР-2, ПР-3, ПР-3П) локомотивам 2ТЕ116, 2ТЕ10У,2ТЕ10М.
- обточування колісних пар усіх видів ТРС і дрезин;
- фарбувальні роботи кузовів електропоїздів та локомотивів;
- ремонт внутрішньосалонного обладнання — ремонт і відновлення зношених запчастин;
- перевезення пасажирів у приміському і місцевому сполученні по плечах обертання Полтава-Київ-Чернігів-Шевченково.[2]

## Галерея

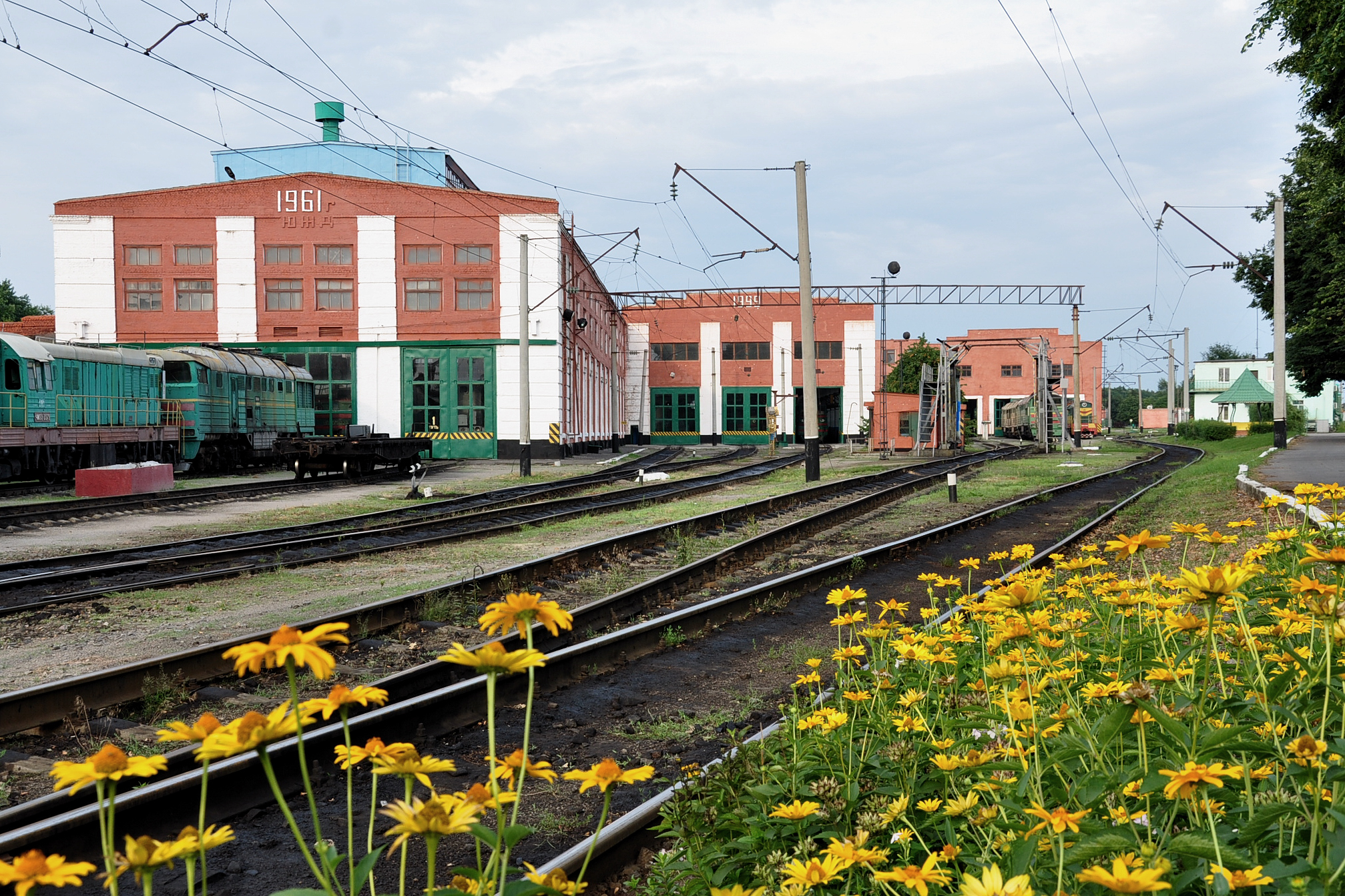
Локомотивне депо
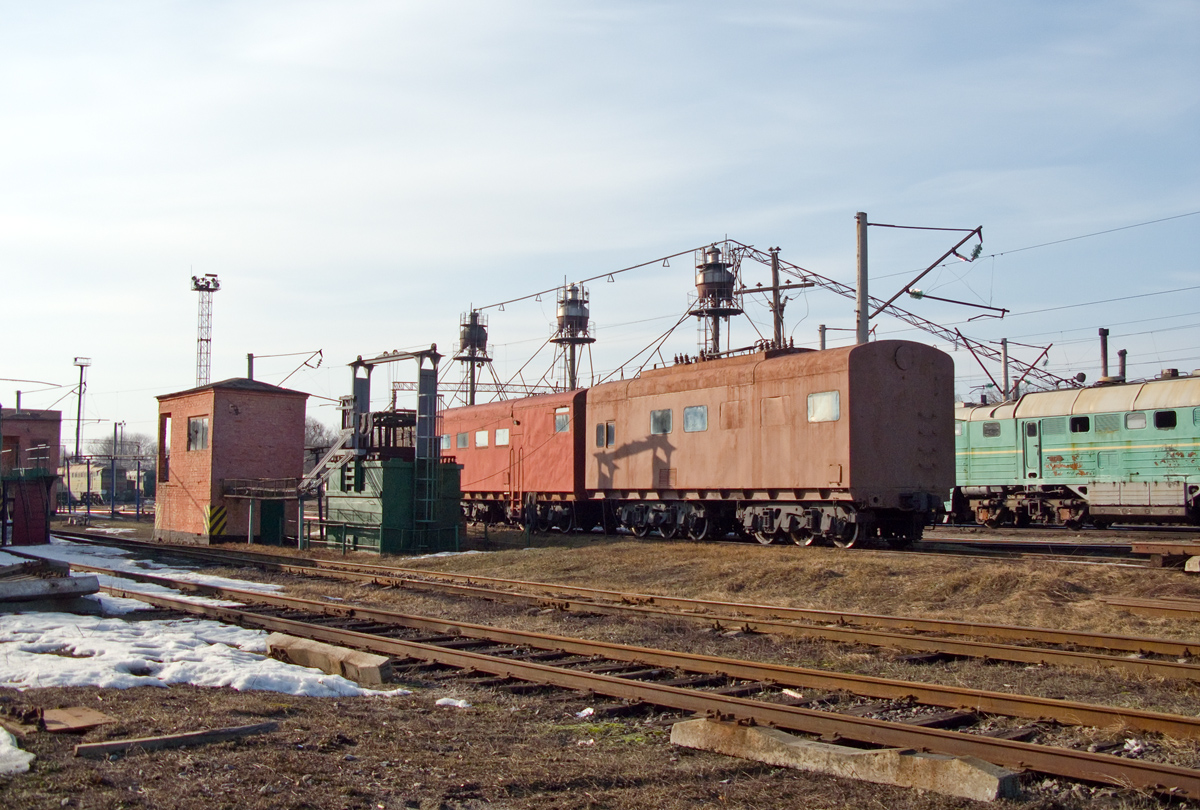
Допоміжіні колії на станції Гребінка
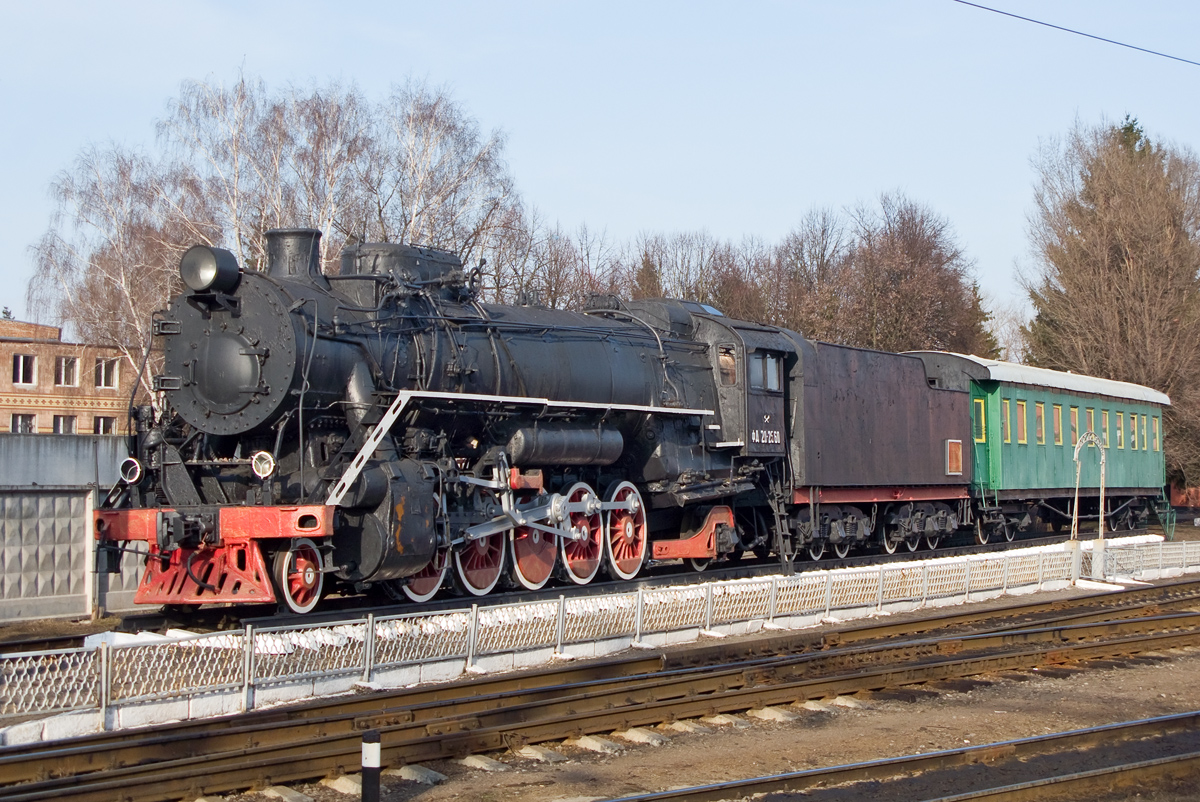
Паровоз-пам'ятник на станції Гребінка
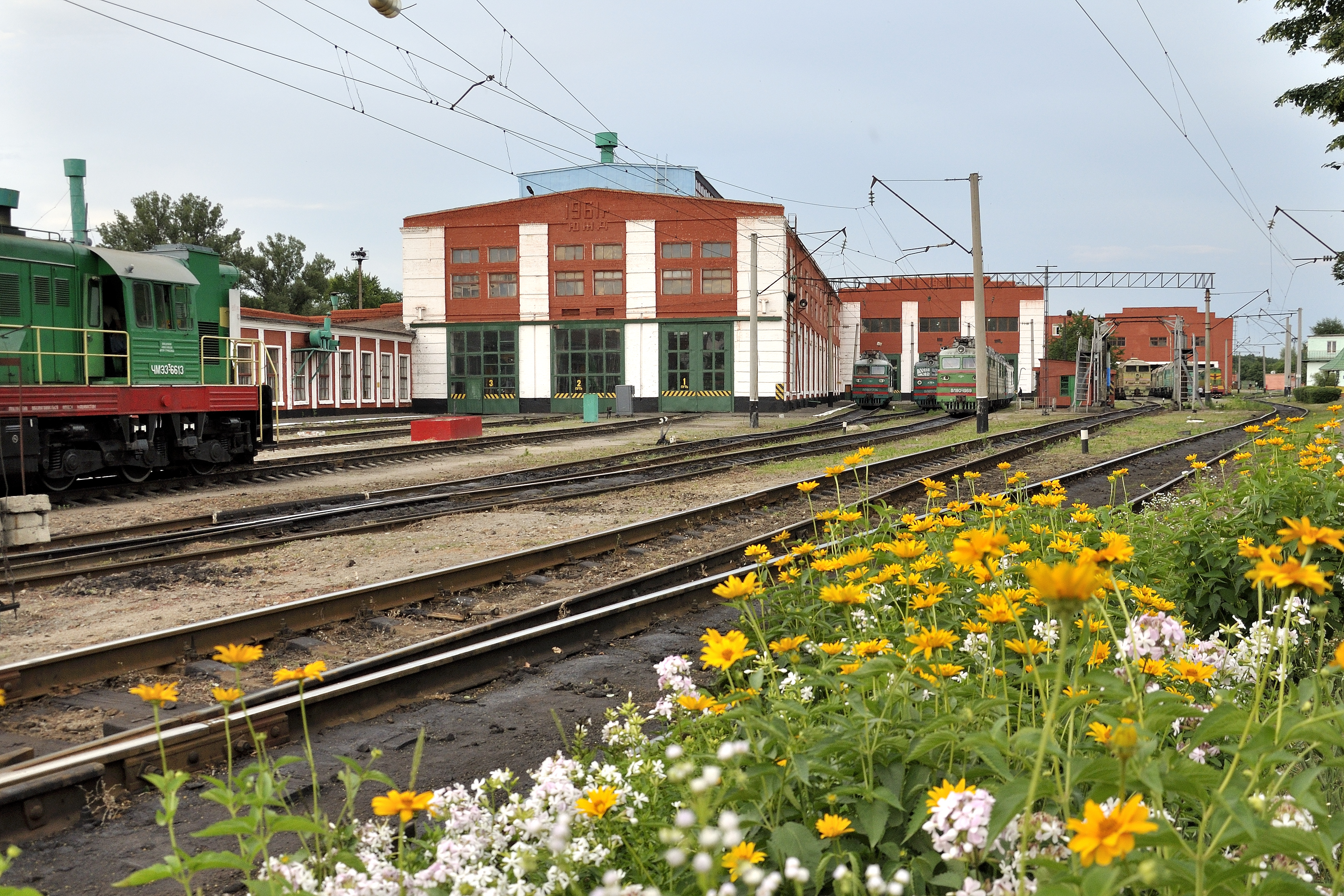
Локомотивне депо
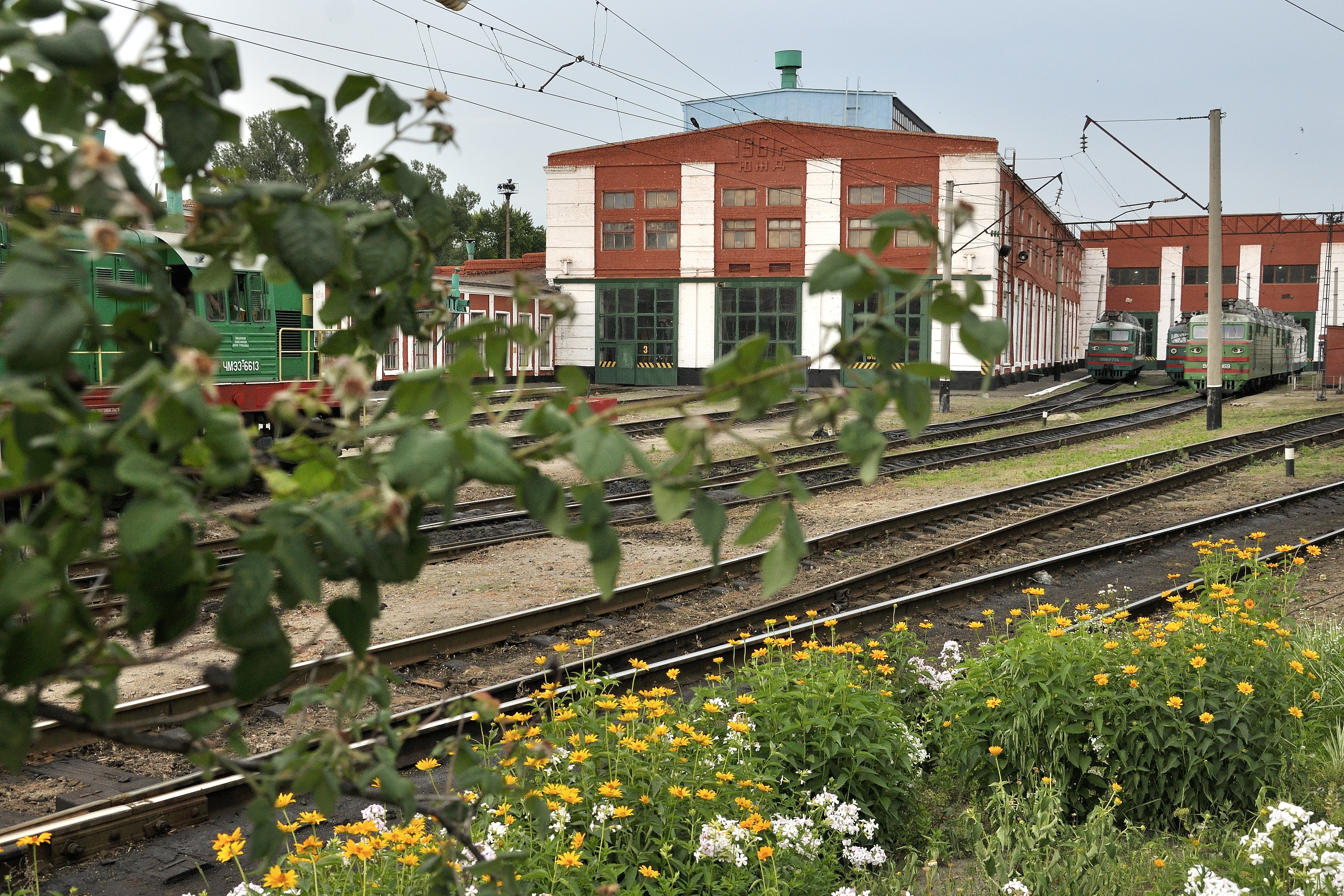
Локомотивне депо